# Ruski rubalj
Rubalj (ISO 4217: RUB, ruski: рубль, množina: рубли́) je ime ruske valute. Jedan rubalj sastoji se od 100 kopejki.
Osim u Rusiji kao sredstvo plaćanja koristi se i u Južnoj Osetiji i Abhaziji. Rubalj je bio i novčana jedinica bivšeg Sovjetskog Saveza. Sadašnja ISO oznaka rubalja RUB zamijenila je 1998. godine staru oznaku RUR, kada je izvršena denominacija u omjeru 1 RUB = 1000 RUR.

## Povijest
Naziv "rubalj" spominje se već u XII. stoljeću u Novgorodu. Od XV. stoljeća postaje službena državna valuta.

### Prvi rubalj (do31.12.1921.)
Rubalj je novčana jedinica u Rusiji više od 500 godina. Od 1710. rubalj je podijeljen na 100 kopejki. Godine 1704., kada je provedena novčana reforma, car Petar I. Veliki utvrdio je odnos 1 rubalja u odnosu na 28 grama srebra. Godine 1897. utvrđen je odnos rubalja prema francuskom franku kao 1 rubalj = 2⅔ franka.

### Drugi rubalj (1.1.1922.–31.12.1922.)
Godine 1922. izvršena je zamjena starog rubalja novom, u odnosu 10000 : 1.

### Treći rubalj (1.1.1923.–6.3.1924.)
Godine 1923. opet denominirana vrijednost rubalja, i to u omjeru 100 : 1. Izdane su samo novčanice, od 10 kopejki do 25000 rubalja. Početkom 1924., prije nove denominacije, izdane su novčanice s oznakom države SSSR i državnim grbom. Na novčanicama su se nalazila četiri konstitutivna jezika država koja su tada činila SSSR: Rusija, Transkavkaz (Azerbajdžan, Armenija i Gruzija), Ukrajina i Bjelorusija. To su bile novčanice od 10000, 15000 i 25000 rubalja.

### Četvrti (zlatni) rubalj (7.3.1924.–1947.)
Godine 1924. izvršena je denominacija rubalja. Tako je novi "zlatni rubalj" činio 50 000 rubalja iz 1923. godine. Tiskane su i novčanice červoneca (червонец) koji je vrijedio 10 rubalja. 

### Peti rubalj (1947.–1961.)
Rubalj je sveden na desetinu vrijednosti starog rubalja.

### Šesti rubalj (1961.–31.121997.)
Novčanice tiskane 1961. bile su u prometu do raspada SSSR-a 1991. godine. Rubalj je ostao sredstvo plaćanja u Ruskoj Federaciji. Narodna banka Rusije tiskala je nove novčanice rubalja 1993. godine. Vrijedile se do 1998., kada je ponovo provedena denominacija rubalja kako bi se pomogla suzbiti inflacija. 

### Sedmi rubalj (1998.- danas)
Stari je rubalj 1. siječnja 1998. zamijenjen novim, i to u odnosu 1000 : 1. Novčanice se tiskaju u tvornici Goznak u Moskvi.
| Yahoo! Finance: | AUD CAD CHF EUR GBP HKD JPY USD |
| XE.com:         | AUD CAD CHF EUR GBP HKD JPY USD |